# Анна фон Насау-Диленбург (1594 – 1660)
Анна фон Насау-Диленбург (на немски: Anna von Nassau-Dillenburg; * 24 ноември 1594, Диленбург; † 11 февруари 1660, Бирщайн) е графиня от Насау-Диленбург и чрез женитба графиня на Изенбург-Бюдинген-Бирщайн.

## Произход
Тя е дъщеря на граф Йохан VI фон Насау-Диленбург (1536 – 1606) и третата му съпруга графиня Йоханета фон Сайн-Витгенщайн (1561 – 1622), дъщеря на граф Лудвиг I фон Сайн-Витгенщайн (1532 – 1605) и първата му съпруга Анна фон Золмс-Браунфелс (1538 – 1565).
Анна фон Насау-Диленбург умира на 11 февруари 1660 г. в Бирщайн на 65 години и е погребана там.

## Фамилия
Анна фон Насау-Диленбург се омъжва на 19 юни 1619 г. за граф Филип Ернст фон Изенбург-Бюдинген (* 27 януари 1595; † 16 август 1635 в Ханау), син на граф Волфганг Ернст I фон Изенбург-Бюдинген (1560 – 1633), бургграф на Гелнхаузен, и първата му съпруга графиня Анна фон Глайхен-Ремда (1565 – 1598). Филип Ернст умира от епидемия на 16 август 1635 г. в Ханау и е погребан там.
 Те имат една дъщеря:
- Анна Йоханета фон Изенбург-Бюдинген (* 31 юли 1621; † 16 август 1622 в Бюдинген)

Нейната сестра Анна Амалия (1599 – 1667) се омъжва на 25 ноември 1648 г. в Бирщайн за граф Вилхелм Ото (1597 – 1667), брат на нейния съпруг Филип Ернст фон Изенбург-Бюдинген.